# Karolew (powiat bełchatowski)
Karolew – wieś w Polsce położona w województwie łódzkim, w powiecie bełchatowskim, w gminie Bełchatów.
W latach 1975–1998 miejscowość należała administracyjnie do województwa piotrkowskiego.

## Uwaga
Nazwa występuje w TERYT jako wieś, w miejscu wskazywanym przez Targeo jest las zarówno na mapach jak i na zdjęciach satelitarnych. Nie występuje w geoportalu, na mapce gminy zamieszczonej na stronie internetowej gminy.